# Найти и уничтожить (фильм, 1995)
«Найти и уничтожить» (англ. Search and Destroy; другое название — «Найти и ликвидировать») — кинофильм 1995 года режиссёра Дэвида Салле по пьесе Говарда Кордера. В главных ролях — Деннис Хоппер, Роберт Нэппер и Гриффин Данн.

## Сюжет
Фильм рассказывает историю Мартина Миркхайма, жизнь которого приходит к полному краху: его брак разваливается на глазах, а бизнес приносит лишь долги. Мартин решает изменить свою жизнь и стать кинопродюсером, экранизировав книгу доктора Уокслинга. Чтобы получить авторские права на книгу, Мартин и его ассистентка Мари едут в Нью-Йорк. Они планируют встретиться с Уокслингом, но вместо этого оказываются втянутыми в опасный водоворот событий.

## В ролях
| Актёр           | Роль                  |
| --------------- | --------------------- |
| Деннис Хоппер   | доктор Уокслинг       |
| Гриффин Данн    | Мартин Миркхайм       |
| Итан Хоук       | Роджер                |
| Роберт Нэппер   | Дэниэл Стронг         |
| Джейсон Ферраро | молодой Дэниэл Стронг |
| Мартин Скорсезе | бухгалтер             |
| Розанна Аркетт  | Лорен                 |
| Дэвид Торнтон   | Роб                   |
| Линда Уол       | гость                 |
| Кристофер Уокен | Ким Уландер           |
| Илляна Даглас   | Мари Дэвенпорт        |
| Джон Туртурро   | Рон                   |